# Stora Enso

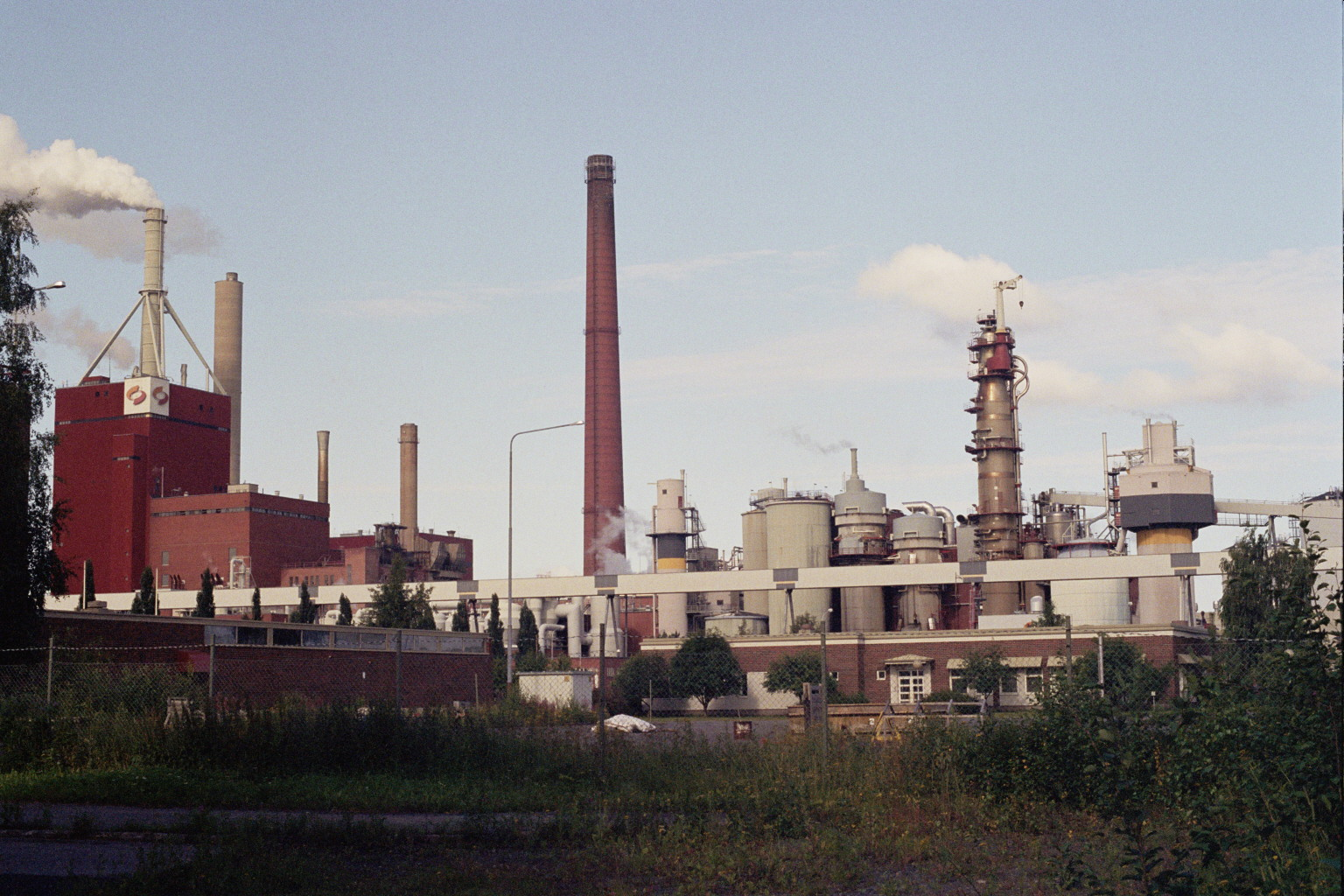
Stora Ensos massa- och pappersbruk i Uleåborg, Finland.

Stora Enso Oyj är en finländsk och svensk skogsindustrikoncern med verksamhet i fem världsdelar. Företaget arbetar huvudsakligen inom områdena förpackningar, produkter av biomassa, träkonstruktioner och papper. Huvudkontoret ligger i Helsingfors i Finland.
Stora Enso har cirka 20 000 anställda runt om i världen.

## Historik
Stora Enso bildades 1998 när svenska Stora AB och finländska Enso Oyj slogs samman. 60 procent av aktierna i det nya företaget tillföll Storas aktieägare, och 40 procent Ensos.

### Storas historik
Bolaget Storas historia går tillbaka till kopparbrytningen i Falu gruva som finns dokumenterad i ett bytesbrev 1288 samt erhöll kungliga privilegier 1347. Under 1600-talet svarade gruvan tidvis för två tredjedelar av världsproduktionen av koppar.
Verksamheten kompletterades under 1700-talet med järnbrytning, vilken under 1860-talet passerade kopparbrytningen i fråga om ekonomisk betydelse. År 1862 fick bolaget namnet Stora Kopparbergs Bergslag, och 1888 ombildades det till aktiebolag under namnet Stora Kopparbergs Bergslags AB.
Under 1900-talet investerade bolaget i skogs- och pappersindustri, medan gruvdriften minskade i betydelse. En artikel i tidskriften Harvard Business Review 1997 berömde Storas förmåga att anpassa sig till förändrade omständigheter under århundradena.

### Ensos historik
Ensos rötter går tillbaka till 1850-talet, då Wilhelm Gutzeit startade Wilh. Gutzeit & Co. i Norge. Han var född i Königsberg och hade flyttat till Norge för att arbeta som sekreterare åt sin styvkusin Benjamin Wegner, en industriman. Endast ett av Gutzeits fem barn överlevde till vuxen ålder. Sonen Hans Gutzeit började arbeta med honom på 1860-talet och ärvde företaget 1869. År 1871 började han bedriva verksamhet i Finland tillsammans med Lars J. Bredesen, som också var från Norge. Gutzeit startade ett sågverk i Kotka i november 1872 och kallade det W. Gutzeit & Comp.
År 1897 blev företaget ett finländskt bolag och namnet ändrades till Aktiebolaget W. Gutzeit & Co.
När Gutzeit & Co köpte Aktiebolaget Pankakoski 1908 och Enso Träsliperi Ab i Jäskis 1911, lades kartongtillverkningen till företagets portfölj.
År 1918 köptes företagets aktier av Finland, som hade blivit självständigt 1917, och Gutzeit blev ett helt statsägt företag.
År 1924 flyttades företagets huvudkontor från Kotka till Helsingfors. År 1928 ändrades företagets namn till Enso-Gutzeit Osakeyhtiö.
Företaget började bygga Kaukopää bruk i Imatra år 1935. På den tiden var det den största sulfatmassafabriken i Europa. På 1930-talet blev Enso-Gutzeit en av Europas ledande pappersmassetillverkare. Andra världskriget innebar att större delen av företagets anläggningar förstördes, och massafabrikerna hamnade till största delen efter mellanfreden i Moskva i Ryssland.
Under efterkrigstiden satsade Enso-Gutzeit framgångsrikt på kartongtillverkning. Summa pappersbruk i Fredrikshamn togs i bruk 1955.
På 1960-talet hade man återtagit sin betydelse som ett av Europas viktigare trävaruföretag.
År 1981 ändrades företagets namn till Enso-Gutzeit Oy. Enso-Gutzeit köpte A. Ahlström Osakeyhtiös skogsindustrier i Varkaus år 1987.
År 1993 köpte företaget enheter från Tampella, Tampella Forest Oy och Tambox Europes enheter från Finland och Sverige. År 1996 slogs två statligt ägda skogsbolag samman när Enso-Gutzeit Oy och Veitsiluoto Oy (grundat 1932) från norra Finland blev Enso Oyj. År 1997 köptes aktiemajoriteten i det tyska skogsföretaget Holtzmann & Cie. År 1998 slogs företaget samman med Stora för att bilda Stora Enso.

### Stora Ensos historik

#### 1998–2009
Stora Enso sålde efter bildandet tillgångar så som vattenkraft och använde resurserna till att köpa upp mindre pappersgrossister i Europa. År 2000 köpte Stora Enso Consolidated Papers i Nordamerika, vilket har beskrivits som en av de sämsta affärerna någonsin i skogsindustribranschen. Stora Enso expanderade långsamt även i Sydamerika, Asien och Ryssland. Den nordamerikanska verksamheten såldes år 2007 till NewPage Corporation (se även Kontroverser nedan).
År 2002 började Stora Enso undersöka möjligheterna att etablera plantager och fabriker i Guangxi i Kina.
År 2009 gick Stora Enso in i ett samriskföretag vid namn Montes del Plata i Uruguay med avsikten att bruka 250 000 hektar skog och att bygga ett stort bruk.

#### 2010–nutid
År 2010 köpte Stora Enso 30 procent av den kinesiska förpackningstillverkaren Inpac.
I september 2012 ingick Stora Enso ett avtal med Packages Ltd., det största förpackningsföretaget i Pakistan, om att skapa ett samriskföretag vid namn Bulleh Shah Packaging (Pvt.) Ltd. i Kasur i Pakistan. Stora Ensos ägarandel var 35 procent.
Mellan 2006 och 2014 minskade andelen pappersprodukter av den totala omsättningen från 62 till 38 procent, medan förpackningar och träprodukter har ökat sin andelar av omsättningen. Enligt Bloomberg News utgör detta en satsning på förnybara förpackningar i och med att e-handeln växer. 2015 rapporterade Financial Times och Bloomberg News att Stora Enso investerade i material baserade på biomassa och förnybara byggmaterial som möjliga framtida tillväxtområden.
Bolaget återfanns på sjunde plats i en internationell rangordning av skogs-, pappers- och förpackningsföretag efter omsättning år 2015.
År 2016 ägde Stora Enso 90 procent av Inpac.
I juli 2017 upprepade Financial Times bedömningen att Stora Enso har som strategi att satsa på produktion av förpackningar, byggmaterial och råmaterial av förnybart ursprung samt noterade att intäkterna från papper hade minskat ytterligare till 30 procent av den totala omsättningen. Financial Times rapporterade också att papperstilverkning under rådande marknadsförhållanden kan väntas ge ett jämförelsevis litet bidrag till vinsten i skogsindustribolag. Andelen av Packages Ltd. såldes tillbaka till firman med en förlust av 19 miljoner euro.
2018 uppmärksammades att Stora Enso tillsammans med ett 20-tal andra finska och svenska företag står bakom bolaget Combient (bildat 2015) som bedriver forskning och utveckling inom områdena artificiell intelligens, djup inlärning och automation. Ett annat uppmärksammat samarbete, där Stora Enso deltar tillsammans med flera andra bolag med verksamhet i Sverige, är Amexci (bildat 2017) som utvecklar tillämpningar av friformsframställning. Omsättningen uppgick till 10,5 miljarder euro. Stora Enso hade omkring 26 000 anställda runt om i världen. Under de två första kvartalen 2018 placerade sig Stora Enso som det europeiska skogs- och pappersindustribolag som hade näst högst vinst efter skatt.
Bland produkter lanserade 2017–2019 märks:
- kartongförpackningar under namnet EcoFishBox för transport av färsk fisk som alternativ till polystyrenboxar,[44]
- storskalig försäljning av lignin under namnet Lineo som ersättning för fenolbaserade sammanfogningsmaterial[45]
- biologiskt nedbrytbara sugrör,[46]
- DuraSense biokompositer som möjliggör användning av förnybara träbaserade fibrer som kan användas som substitut för fossilbaserad plast[47] och
- en ny tjänst för detaljhandeln som kombinerar butiks- och e-handel genom e-kiosker som styrs med RFID-teknik. Tjänsten erbjuds i samarbete med Atos.[48]

I juli 2021 informerade Stora Enso om att det sålde RFID tagteknik kallad ECO till Grupo CCRR.
I mars 2022 tillkännagav Stora Enso sin avsikt att sälja fyra pappersbruk i Anjala, Hylte och Nymölla i Sverige samt Maxau i Tyskland. Om ingen köpare kunde hittas skulle företaget fortsätta att driva fabrikerna.

## Marknad

### Produkter och tjänster per division
Stora Enso marknadsför produkter och tjänster genom sex divisioner (2021):
- Divisionen Biomaterials säljer pappersmassa och andra produkter som kan utvinnas biokemiskt från trä och annan biomassa.
- Divisionen Forest inkluderar alla Stora Ensos skogstillgångar och träförsörjningsverksamheten i Finland, Sverige, Ryssland och de Baltiska länderna.
- Divisionen Packaging material säljer kartong för paketering av torra och flytande produkter, inklusive livsmedel, liksom för grafiska ändamål.
- Divisionen Packaging solutions säljer wellpapp av olika slag liksom kompletta förpackningsboxar samt utrustning och tjänster inom området förpackningstillverkning.
- Divisionen Paper säljer papper för användning i tryckeri- och kontorssammanhang liksom tjänster som utnyttjas i tryckeribranschen, exempelvis lagerhantering för tryckpapper.
- Divisionen Wood products säljer byggmaterial som tillverkats med träråvaror som grund.

Nedan visas försäljningssiffrorna per division samt respektive divisions bidrag till koncernens vinst för 2021.
| Omsättning per division 2020 (miljoner EUR) | Externt | Internt | Totalt |
| ------------------------------------------- | ------- | ------- | ------ |
| Packaging materials                         | 3 715   | 183     | 3 898  |
| Packaging solutions                         | 704     | 19      | 723    |
| Biomaterials                                | 1 499   | 229     | 1 728  |
| Wood products                               | 1 766   | 106     | 1 872  |
| Forest                                      | 781     | 1 530   | 2 311  |
| Paper                                       | 1 644   | 59      | 1 703  |
| Övrigt                                      | 55      | 1 037   | 1 092  |

## Verksamhet
Majoriteten av Stora Ensos verksamhet bedrivs i Europa, men företaget har också en betydande närvaro i Nord- och Sydamerika samt Asien. Företaget har gjort betydande investeringar i tillväxtmarknader som Kina, Latinamerika och Ryssland. Nedan visas antalet anställda och förekommande divisioner per region 2021:
- 26 procent av personalen arbetade i Finland,
- 22 procent i Sverige,
- 13 procent i Kina,
- 9 procent i Polen,
- 5 procent i Ryssland och Tjeckien och
- 4 procent i Österrike.

13 procent av de anställda arbetade i andra europeiska länder (till exempel i Baltikum, Belgien, Frankrike och Spanien och Tyskland), 3 procent i Brasilien och i Uruguay och 1 procent i andra länder.

### Samriskföretag
Stora Enso är en av ägarna till ett av de största pappersmassebruken i världen, bolaget Veracel som är beläget i delstaten Bahia i nordöstra Brasilien. Stora Enso äger hälften av aktierna i Veracel och det brasilianska Suzano Papel e Celulose äger den andra hälften.
I Uruguay driver Stora Enso (med 50 procents ägarandel) och Celulosa Arauco y Constitución ett samriskföretag vid namn Montes del Plata.

### Anläggningar

#### Bruk i Finland
I Finland har koncernen bruk i Heinola, Imatra, Ingerois, Kotka, Kristinestad, Lahtis, Uimaharju i Eno, Uleåborg, Varkaus och Veitsiluoto i Kemi, samt några sågverk.

#### Bruk i Sverige
I Sverige har koncernen bruk i Nymölla, Hylte, Fors (Avesta kommun), Skoghall, Kvarnsveden, Skutskär, Jönköping, Skene och Vikingstad. Koncernen äger i Sverige även flera sågverk. Man har tidigare också ägt Grycksbo (såldes) och Norrsundet (nedlades i november 2008) samt två hylsfabriker i Bäckefors i Dalsland och i Söderala i Hälsingland (såldes 2014).

#### Bruk i Tyskland
I Tyskland har koncernen bruk bland annat i Eilenburg, Hagen och Maxau.

## Företagsledning

### Verkställande direktörer
- 1998–2007: Jukka Härmälä[56]
- 2007–2014: Jouko Karvinen(fi)[57]
- 2014–2019: Karl-Henrik Sundström[58]
- 2019–2023: Annica Bresky(fi)[3]
- 2023–: Hans Sohlström[59]

## Ägare
I april 2024 var den finländska staten genom Solidium Oy och Folkpensionsanstalten den största ägaren räknat i aktiekapital. Wallenbergstiftelserna genom FAM AB var den näst största. Dessa två ägare var också de största räknat i antal röster med ungefär lika andelar av det totala antalet.
De fem största ägarna var den 30 april 2024:
1. Solidium Oy
2. FAM AB
3. Folkpensionsanstalten
4. Ömsesidiga pensionsförsäkringsbolaget Ilmarinen
5. Ömsesidiga pensionsförsäkringsbolaget Varma

## Kontroverser

### Bokföring
Stora Ensos nordamerikanska verksamhet såldes år 2007 till NewPage Corporation med en nettoförlust på omkring 29 miljarder kronor. Enligt TV-programmet Dokument inifrån manipulerades bokföringen för att dölja förlusterna, vilket avslöjades 2010. I samband med avslöjandet gjordes stora nedskrivningar av koncernens tillgångar. I oktober 2013 publicerade Stora Enso en rapport där jurister som bolaget anlitat sammanfattar utredningar som gjorts i fråga om bokföringen. Enligt rapporten kunde inte utredningarna påvisa någon olaglig eller felaktig rapportering, förutom misstag som hade offentliggjorts och korrigerats 2009 eller tidigare. Bolaget framhöll även att det informerat Finansinspektionen i Finland om utredningarna och att denna inte funnit anledning att vidta några åtgärder.

### Stora Enso i Pakistan
Stora Enso ägde 35 procent av det Pakistanska pappers- och kartongföretaget Bulleh Shah. TV4:s Kalla fakta avslöjade i ett program, som sändes den 9 mars 2014, att en av Bulleh Shahs underleverantörer använde sig av barnarbetare. Detta fick Stora Enso kännedom om i en rapport redan 2012, men företaget valde ändå att fortskrida med samarbetet. Stora Enso undanhöll, fram till avslöjandet, det faktum att barnarbete förekom bland deras underleverantörer. 2017 sålde Stora Enso tillgångarna i Pakistan.

### Om Stora Ensos verksamhet i Kina iDen tysta skogen(2012)
I en dokumentär som sändes i SVT 2 den 20 maj 2012 kritiserades Stora Enso för att samarbeta med den kinesiska regimen och ödelägga skog som är viktig för lokalbefolkningens överlevnad.

## Socialt ansvarstagande

### Arbetsförhållanden
I juli 2014 startade Stora Enso ett samarbete med Rädda Barnen angående barns rättigheter. Samarbetet gällde principer och processer samt utvärdering av leverantörsnätverk i Pakistan.
I april 2015 inledde Stora Enso ett partnerskap med ILO med målet att successivt eliminera barnarbete från leverantörskedjan i Pakistan samt att befrämja goda arbetsförhållanden. Erfarenheterna från Pakistan föranledde också Stora Enso att utnämna en hållbarhetsdirektör med plats i koncernledningen samt att inkludera hållbarhetsansvariga i sina affärsområdesledningar.

### Samarbete med högskolor och universitet
Företaget är en av medlemmarna, benämnda Partner, i Handelshögskolan i Stockholms partnerprogram för företag som bidrar finansiellt till högskolan och nära samarbetar med den vad gäller forskning och utbildning.
Stora Enso är sedan 2016 strategisk partner till KTH och Chalmers samt blev strategisk partner med SLU 2018.
Stora Enso är en av parterna i Treesearch, plattformen för samverkan kring forskning om nya material från skogen, där industri, akademi och institut samverkar med stöd av staten och privata stiftelser.